# Ferrari F355

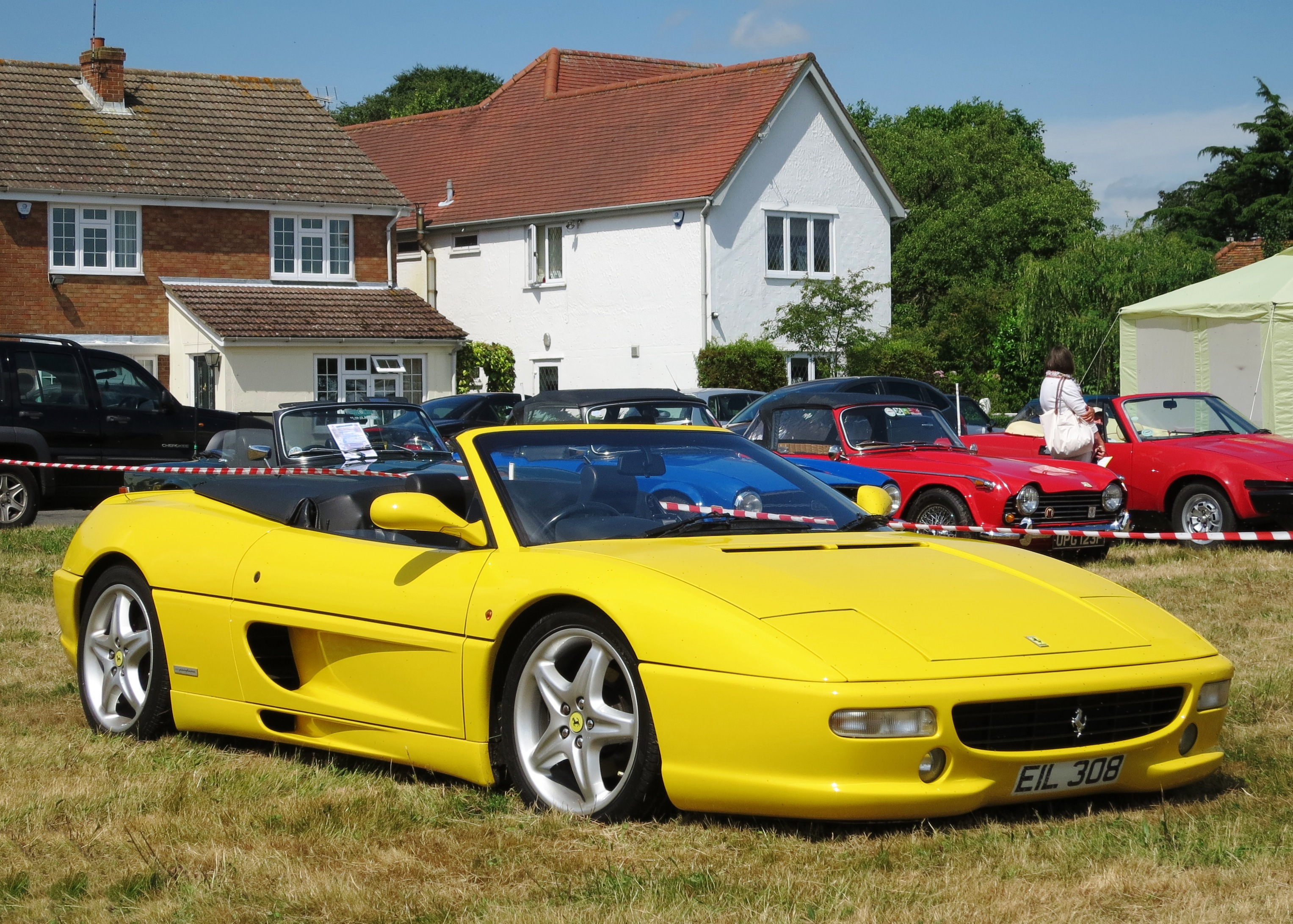
Ferrari 355 Spider.

La Ferrari F355 est une voiture sportive du constructeur automobile italien Ferrari. Commercialisée entre 1994 et 1999. C'est une évolution de la Ferrari 348 et elle a été remplacée par la Ferrari 360.

## Historique

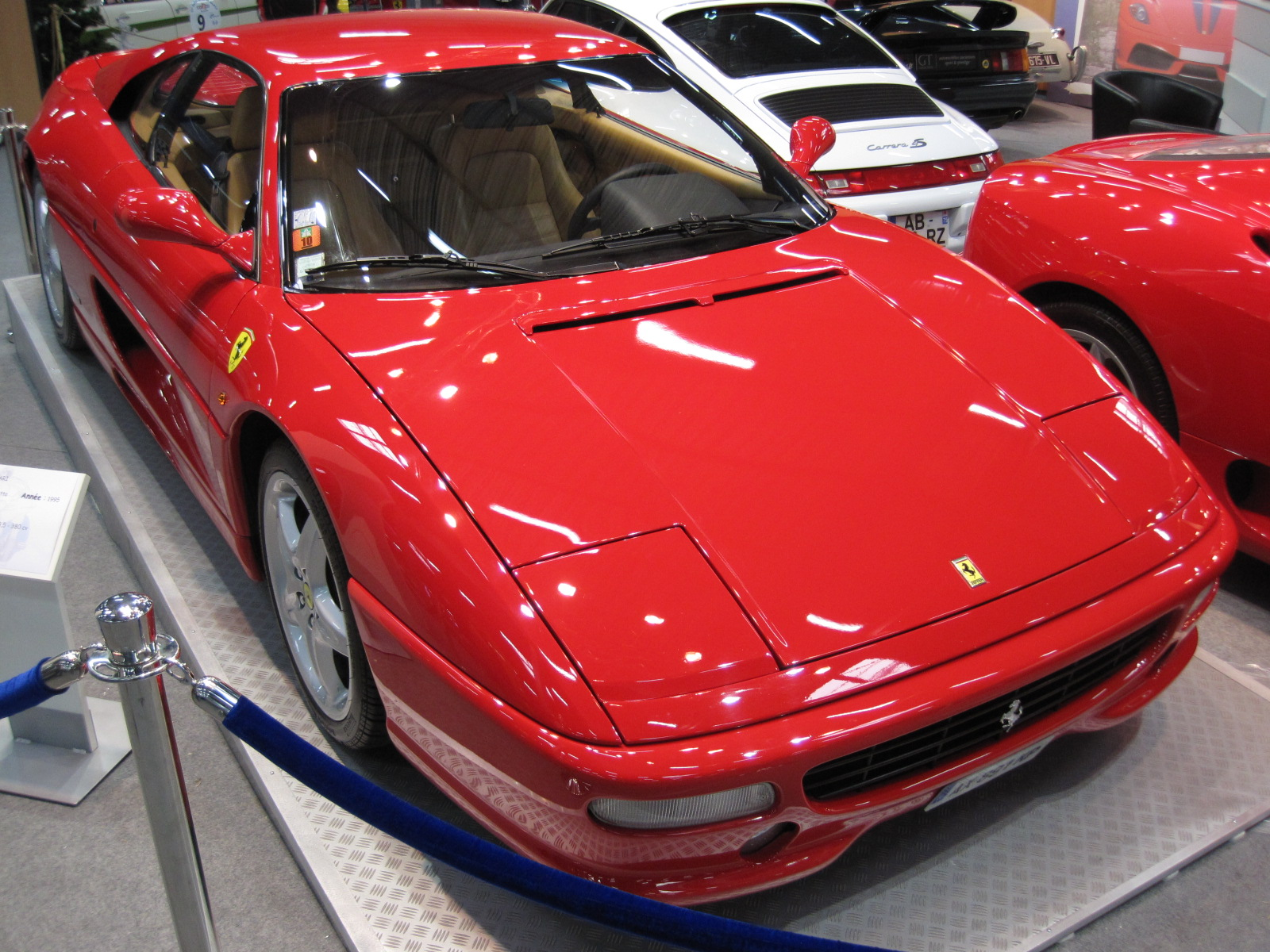
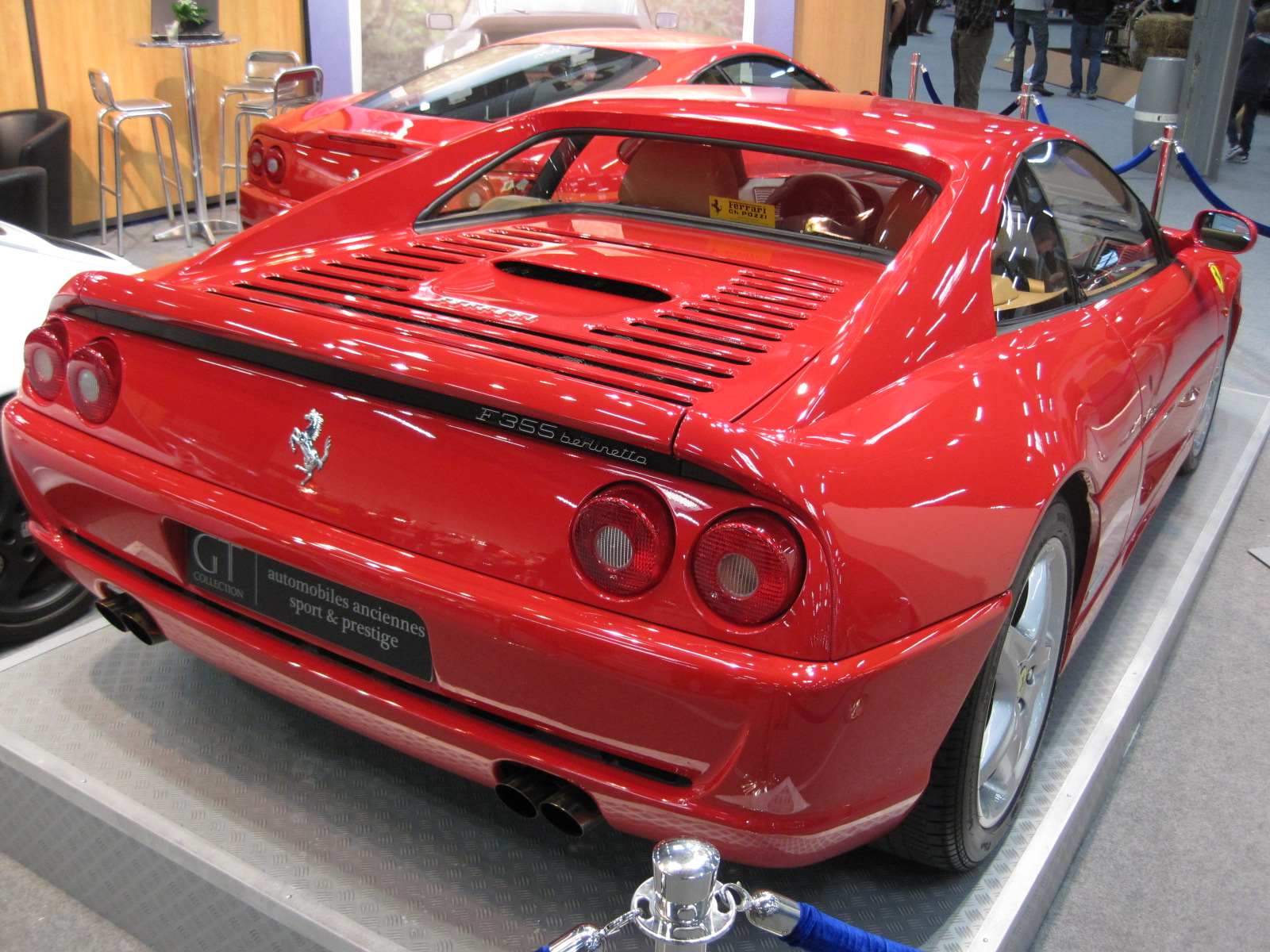

## Caractéristiques techniques
La Ferrari F355 est un coupé à moteur V8 à 90° en position longitudinale centrale arrière dérivée de la Ferrari 348, dont elle partage la base. Son V8 de 3,5 litres et 380 ch (279 kW) à 8 250 tr/min (régime maxi à 8 500 tr/min) est aussi le premier moteur de la marque à disposer de 5 soupapes par cylindre, ce qui explique par ailleurs sa dénomination : 355 pour 3,5 litres de cylindrée et 5 pour le nombre de soupapes par cylindre. Le moteur développe un couple de 37 mkg à 6 000 tr/min et propulse les 1 350 kg de la F355 de 0 à 100 km/h en 5,3 secondes, lui permettant d’atteindre une vitesse de pointe de 295 km/h.
C'est également la première Ferrari à proposer la boîte séquentielle F1 à commande au volant (en option), technologie héritée de la Formule 1.
La F355 a été dessinée (comme beaucoup de modèles Ferrari) par Pininfarina, carrossier italien étroitement lié à l'histoire de la marque.
Comme ses prédécesseurs et descendantes, la F355 est une voiture assez commune (pour une Ferrari) avec 11 273 unités produites. Lors du lancement, deux modèles étaient disponibles : le coupé Berlinetta et le coupé de type targa GTS. La version cabriolet baptisée Spider a été présentée en 1995.
Une version baptisée "Challenge" fut créée spécifiquement à destination du championnat monomarque F355 Challenge. Très rare, cette version fut construite à seulement 109 exemplaires, dont quelques-uns furent immatriculés. Bien que dotée d'un moteur identique à celui des versions de série, la F355 Challenge possède des particularités destinées à un usage en compétition, telles qu'un échappement spécifique, une direction courte, une assiette rabaissée, un châssis et un embrayage renforcé, un arceau-cage de sécurité, un extincteur, un coupe-circuit, des jantes en magnésium spécifiques et des freins surdimensionnés. Cette version fut popularisée par le jeu vidéo F355 Challenge.
Pour signifier la fin des modèles F355, Ferrari a construit 100 unités avec la désignation "Serie Fiorano", pour l'essentiel des F355 Spider. Ces Fiorano peuvent facilement être identifiées par la plaque numérotée fixée sur le tableau de bord.